# Sant'Anatolia di Narco
Sant'Anatolia di Narco és un comune (municipi) de la província de Perusa, a la regió italiana d'Úmbria, situat uns 60 km al sud-est de Perusa. És una ciutat medieval amb un castell del segle xii i una muralla del segle xiv.
L'1 de gener de 2018 tenia 557 habitants.